# Rivningskontrakt
Rivningskontrakt innebär tillfällig upplåtelse av lägenhet/bostad som annars skulle stått tom i väntan på förestående renovering. Termen syftade förut på upplåtelse av uttjänta lokaler i väntan på rivning, men nuförtiden är det betydligt vanligare att man i stället renoverar huset.